# 이하얀
이하얀 (본명: 이정은, 1971년 8월 15일 ~ )은 대한민국의 여자 배우이다.

## 생애
1992년 무용가로 첫 데뷔하였고 1년 후 1993년 연극배우 데뷔하였으며 이듬해 1994년 SBS 4기 공채 탤런트로 정식 데뷔하였고 1년 후 1995년 영화 《닥터 봉》의 단역으로 영화배우 데뷔하였는데 데뷔 초기 본명(이정은)으로 활동했으나 1995년  SBS  4기 코미디언으로 데뷔한 사람이 있어 그 이후 현재의 예명으로 활동 중이다.

## 출연작

### 드라마
- 1995년 SBS 대하사극 《장희빈》
- 1995년 SBS 미니시리즈 《신비의 거울속으로》
- 1996년 SBS 토요드라마 《도시남녀》
- 1996년 KBS2 일일드라마 《오늘은 남동풍》
- 1997년 KBS2 청소년드라마 《스타트》 ... 강이라 역

### 영화
- 1995년 《닥터 봉》 ... 보라 역
- 1996년 《어른들은 청어를 굽는다》 ... 윤희봉 역
- 1996년 《카리스마》 ... 채은영 역

### 연극
- 《여자》
- 《잘난걸 이쁜걸 꼬인걸 웬걸》

### 방송
- 《행복한 아침》
- 《다이어트 워 시즌 3》
- 《다이어트 워 라이프 체인지 2010》
- 《스타토크멘터리 MY STORY》

### 광고
- 1997년 롯데제과 화이트 이
- 2010년 미디어닥터 이하얀의 핫바디